# Opistognathus cuvierii
Az Opistognathus cuvierii a sugarasúszójú halak (Actinopterygii) osztályának sügéralakúak (Perciformes) rendjébe, ezen belül az Opistognathidae családjába tartozó faj.

## Neve
Nevét Georges Cuvier francia zoológusról, geológusról és az összehasonlító anatómia megalapítójáról kapta.

## Előfordulása
Az Opistognathus cuvierii kizárólag, csak az Atlanti-óceán délnyugati részén, Brazília déli partjainál fordul elő.

## Megjelenése
Ez a hal legfeljebb 11,4 centiméter hosszú. A hátúszóján 11 tüske látható. A hátúszón egy sötét folt van; a foltot fehér gyűrű övezi. A hímen sötét sávok vannak; ezek a sávok a nőstényen hiányzanak. A torok mindkét oldalán egy-egy sötét folt látható. A halnak 19 farokcsigolyája van.

## Életmódja
Trópusi, tengeri halfaj, amely a korallszirtek közelében él.

## Szaporodása
Az ikrák a szülő szájában kelnek ki, és az ivadékok ide menekülnek veszély esetén.